# Schendyla peyerimhoffi
Schendyla peyerimhoffi är en mångfotingart som beskrevs av Henri W. Brölemann och Ribaut 1911. Schendyla peyerimhoffi ingår i släktet Schendyla och familjen småjordkrypare.
Artens utbredningsområde är:
- Frankrike.
- Irland.
- Portugal.

Inga underarter finns listade i Catalogue of Life.